# شيكتوشي كيتامورا
شيكتوشي كيتامورا (باليابانية: 北村 茂敏) (21 مايو 1975 في فوكوكا في اليابان – )؛ هو لاعب كرة قدم سابق كان يلعب كلاعب وسط.